# Tillandsia brenneri
Tillandsia brenneri är en gräsväxtart som beskrevs av Werner Rauh. Tillandsia brenneri ingår i släktet Tillandsia och familjen Bromeliaceae. Inga underarter finns listade i Catalogue of Life.